# Convenção Nacional do Partido Democrata (Estados Unidos) de 2016

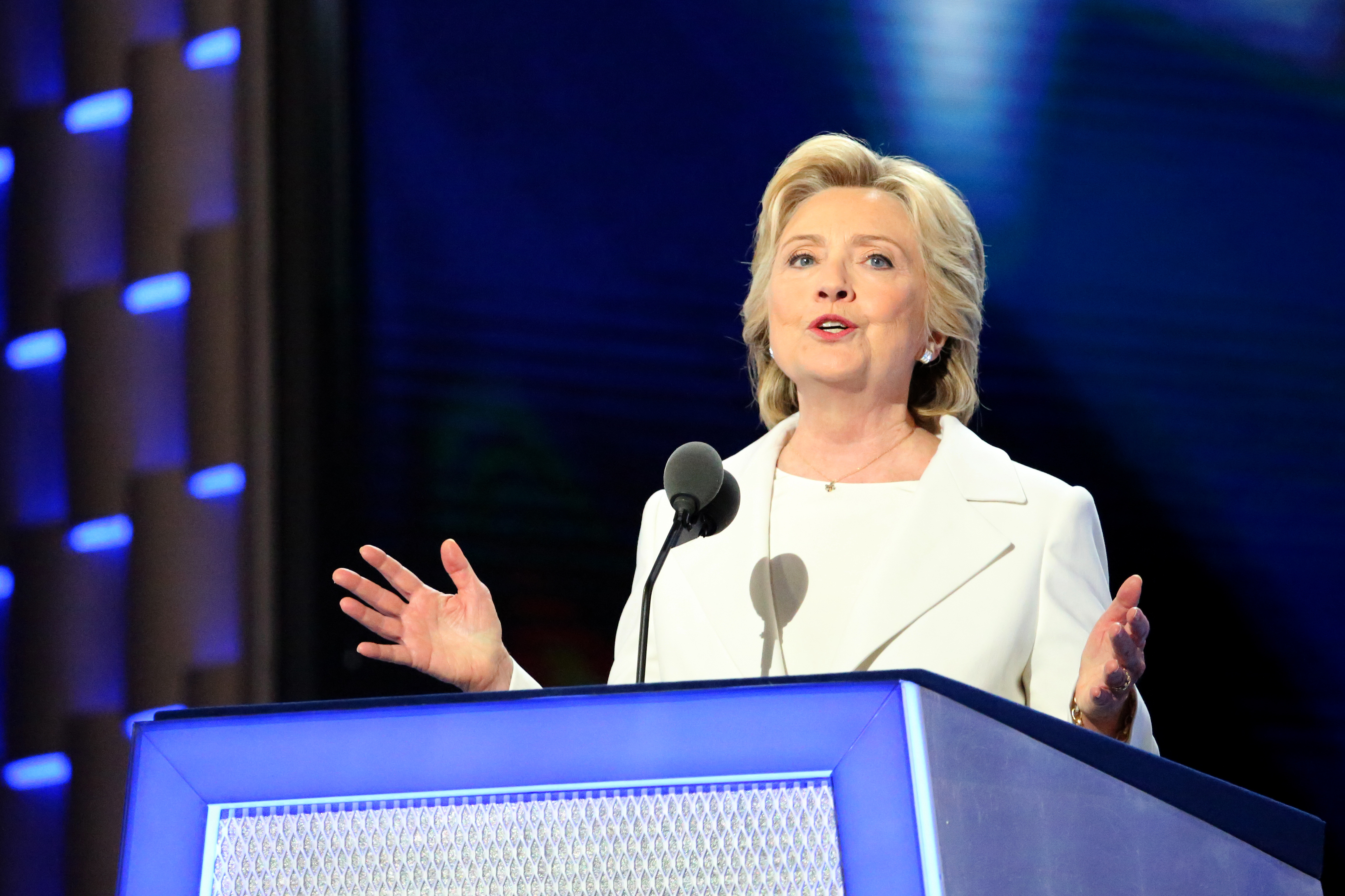
Hillary Clinton discursando na Convenção Democrata em 28 de julho de 2016.

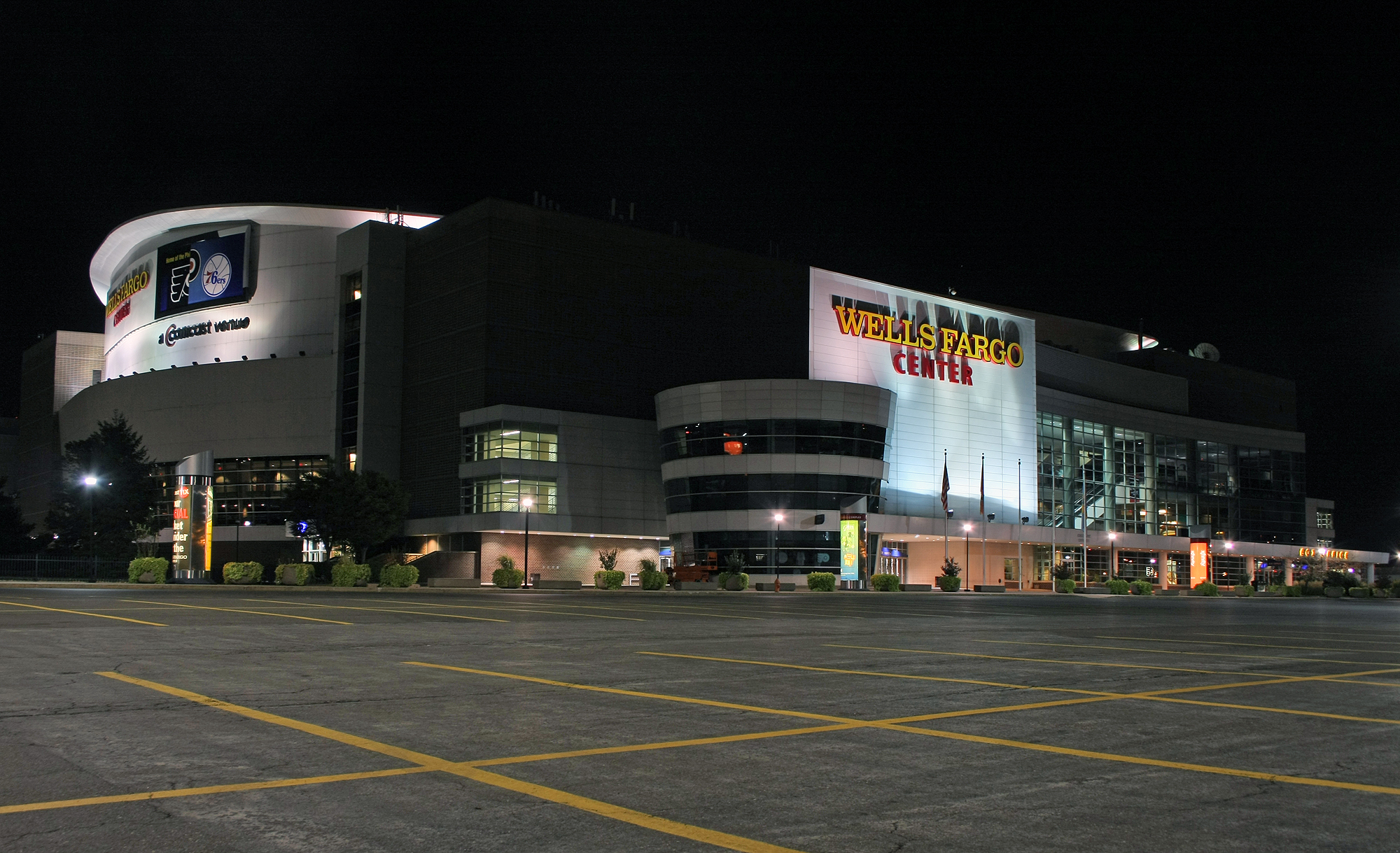
O Wells Fargo Center.

A Convenção Nacional do Partido Democrata norte-americano de 2016 é o encontro no qual delegados do partido vão escolher os candidatos a Presidente e a Vice-presidente dos Estados Unidos nas eleições presidenciais de 2016. Realizou-se de 25 a 28 de julho de 2016 no Wells Fargo Center em Filadélfia, com alguns eventos no Pennsylvania Convention Center.
Em 26 de julho de 2016, Hillary Clinton foi confirmada como a candidata para a eleição pelos democratas. Ela se tornou, assim, a primeira mulher a ser a principal candidata por um grande partido numa eleição presidencial dos Estados Unidos. Hillary, contudo, acabou perdendo a eleição.